# Teigtascherlskandal

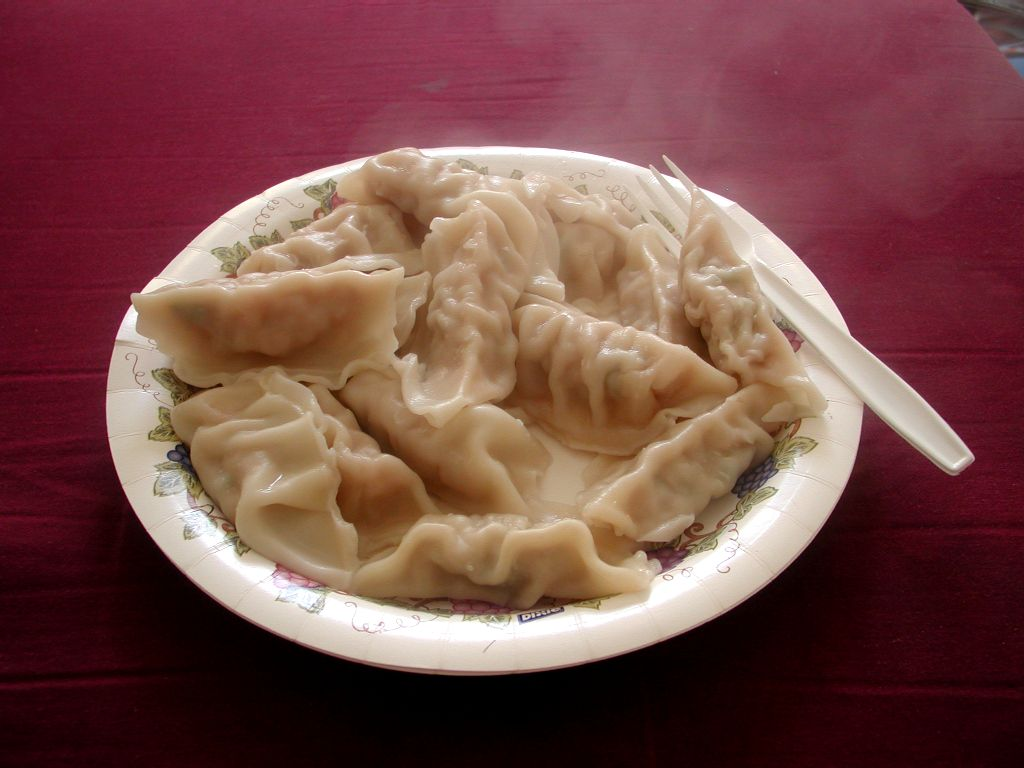
Die namensgebenden Jiǎozi, österreichisch lapidar „Teigtascherln“

Teigtascherlskandal (auch: Dim-Sum-Krise, Teigtascherlmafia, Teigtascherlnetzwerk und ähnliche Bezeichnungen) ist der in den Medien verwendete Begriff für einen 2019 publik gewordenen Lebensmittelskandal in Österreich. In Privatwohnungen in und um Wien stieß die Polizei auf illegale Produktionsstätten chinesischer Lebensmittel. Die Arbeiter stellten dort in Handarbeit große Mengen Dim Sum her, darunter die namensgebenden Teigtaschen (Jiǎozi). Da die Betriebe nicht angemeldet waren, folglich keine Steuern zahlten, die Angestellten illegal beschäftigt waren und die Umstände der Produktion gegen die in Europa üblichen Lebensmittelsicherheitsstandards verstießen, kam es zu umfangreichen Ermittlungen der Polizei und des Wiener Marktamtes, im Zuge derer bis 2020 15 illegale Produktionsstätten und zwei Vertriebsstätten entdeckt wurden. Jeweils ein weiterer Fall wurde im März 2022 und im September 2023 publik. Grundsätzlich waren alle Lebensmittel jedoch genießbar und es kam niemand zu Schaden. 

## Entwicklung
Bereits 2014 war die Finanzpolizei auf eine illegale Produktionsstätte für chinesische Lebensmittel gestoßen, folgenreich war jedoch erst ein Fund Ende Juli 2019. Nach einer anonymen Anzeige stießen die Ermittler in einer Privatwohnung im Bezirk Favoriten auf eine Vielzahl an Kühl- und Gefrierschränken, die randvoll mit Teigtaschen und Rohzutaten waren. Die sechs dort angetroffenen chinesischen Staatsbürger gaben an, für den familiären Eigenbedarf produziert zu haben, was die Ermittler aufgrund der Menge als nicht glaubhaft betrachteten. Stattdessen wurde angenommen, dass Restaurants und Asiasupermärkte auf diese Art in großem Stil mit den maschinell kaum herstellbaren Produkten beliefert wurden. In den folgenden zwei Wochen wurden zwei weitere derartige Produktionsstätten entdeckt, sodass sich der Verdacht erhärtete, es handle sich um eine gängige Praxis. Das zuständige Wiener Marktamt stellte 45 Inspektoren bereit, um alle 535 asiatischen Lokale bzw. Asiasupermärkte der Stadt zu kontrollieren. Bis Ende Oktober 2019 waren insgesamt fünf Produktionsstätten für verschiedene Arten von Dim Sum bekannt geworden. Im März 2020 verlautbarte die Finanzpolizei, dass im vorhergehenden Jahr 11 „Teigtascherlfabriken“ gefunden worden waren. Im Zuge der weiterhin laufenden Ermittlungen wuchs diese Zahl bis September 2020 auf 15 an.
Ein weiterer Fall ereignete sich im März 2022, als in einer Wohnung im Bezirk Favoriten rund 300 Kilogramm Teigtascherl, circa 220 Kilogramm Mehl und verschiedene weitere, teils verdorbene Zutaten entdeckt wurden. Im September 2023 fand das Marktamt eine Produktionsstätte in einem ehemaligen Asialokal, rund 700 Kilogramm Teigtaschen wurden beschlagnahmt.

## Hintergründe
Nach Auskunft des Wiener Marktamtes ist die Produktion von Lebensmitteln für den privaten Verzehr erlaubt. Illegal ist jedoch die regelmäßige Produktion ohne Gewerbeberechtigung, aber mit Gewinnabsicht. Der Grund dafür, dass Restaurants oder Imbissbuden wissentlich auf solcherart produzierte Waren zurückgriffen, anstatt sie selbst zu produzieren, sei deren günstigerer Preis. Anders als manchmal in den Medien formuliert, sind die einzelnen Produktionsstätten nicht Teil eines zentral organisierten, „mafiösen“ Netzes. Nach der 2019 getätigten Einschätzung eines leitenden Beamten am Bundeskriminalamt sei es „einfach die chinesische Art, Geschäfte zu machen. Sie kennen das nicht so mit Genehmigungen“. Folglich sei auch das Unrechtsbewusstsein eher gering ausgeprägt. Auch in den folgenden Jahren ergab sich kein Hinweis auf ein dahinterstehendes Netzwerk.
In den Medien wurde mitunter eine restriktive Einwanderungspolitik als Mitgrund für das Entstehen der heimlichen Teigtascherlfabriken benannt. Es gebe in Österreich schlicht nicht genug ausgebildete Köche, die die Nachfrage bedienen könnten. Ein diesbezüglich 2018 unterzeichnetes Abkommen zwischen Österreich und China war erst in der zweiten Hälfte des Jahres 2019 in Kraft getreten, hatte also nicht schnell genug Abhilfe schaffen können.

## Unmittelbare Auswirkungen
Die Ermittlungen der Jahre 2019 und 2020 zogen zahlreiche Anzeigen wegen Verstößen gegen das Ausländerbeschäftigungsgesetz, wegen Lohn- und Sozialdumpings bzw. wegen nicht korrekt zur Sozialversicherung angemeldeter Personen nach sich. Bei involvierten Betrieben wurden Steuerprüfungen eingeleitet. Weitere Verstöße betrafen die Hygiene an den Produktionsstätten. Wenngleich betont wurde, dass die Produkte grundsätzlich genießbar seien, entsprachen die Umstände ihrer Herstellung nicht den gesetzlichen Standards. Im Zuge der Razzien 2019 waren 3,95 Tonnen an Zutaten und fertigen Produkten beschlagnahmt worden. Die beschlagnahmte Ware wurde in der städtischen Tierkörperverwertung kremiert.
Zu Beginn dieser Ermittlungen bestand auch der Verdacht auf einen Zusammenhang mit Menschenhandel bzw. Schleusungskriminalität. Dies bestätigte sich jedoch nicht. Die kontrollierten Restaurantbetreiber fühlten sich durch den Generalverdacht, dem sie durch das Marktamt ausgesetzt waren, ungerecht behandelt. Sie äußerten die Vermutung, die Waren wären eher für Privathaushalte denn für die Gastronomie produziert worden. Laut Wiener Marktamt konnte der Verkauf der illegal produzierten Lebensmittel „in 10 bis 15 Restaurants“ konkret nachgewiesen werden. Die resultierenden Verwaltungsstrafen hätten die Restaurants mehrere tausend Euro gekostet. Zu Gerichtsverfahren kam es bislang nicht, da die Ware nicht gesundheitsschädlich sei. Auch wurde seitens der Polizei betont, dass Schwarzarbeit und unhygienische Zustände nicht die Regel in Chinarestaurants seien. Diese würden sauberer arbeiten als allgemein oft vermutet.

## Rezeption
Der Teigtascherlskandal hatte inmitten des medialen Sommerlochs begonnen und durch die beständig steigende Zahl gefundener Produktionsstätten und folglich neuer Pressemeldungen bald große Aufmerksamkeit auf sich gezogen. Der bürokratische Ernst, mit dem gegen die oft als harmlos empfundenen Produzenten vorgegangen wurde, erzeugte in Österreich und dem angrenzenden Ausland einigen Spott. Verstärkt wurde dies dadurch, dass die Republik währenddessen aufgrund der Ibiza-Affäre und deren Konsequenzen mit Skandalen weit größerer Tragweite konfrontiert war. Die Teigtascherln blieben auch in den folgenden Jahren Gegenstand der Satire, etwa im humoristischen Medium Die Tagespresse.
Außerdem kam die Frage auf, ob derartige Netze nur in Wien existierten oder so ähnlich in jeder großen Stadt vorkämen. Gleichzeitig lenkte der Umfang des gefundenen Netzes den Blick auf die Problematik illegaler Beschäftigung von Migranten unter unwürdigen Bedingungen. Die sonst eher im Verborgenen bleibende chinesische Gesellschaft Wiens wurde viel stärker im Bewusstsein der Öffentlichkeit verankert, als das bis dahin der Fall gewesen war.